# 潘克
潘克是德国石勒苏益格－荷尔斯泰因州的一个市镇。总面积22.76平方公里，总人口1520人，其中男性743人，女性777人（2011年12月31日），人口密度67人/平方公里。